# Ричард де Клер, 2-й граф Пембрук
Ричард Фиц-Гилберт де Клер (англ. Richard FitzGilbert de Clare; 1130 — 20 апреля 1176, Дублин) — англонормандский аристократ, представитель младшей линии дома Де Клер, руководитель нормандского вторжения в Ирландию, 2-й граф Пембрук, титулярный граф Бекингем, лорд Лейнстера, юстициар Ирландии, известный также под своим прозвищем Стронгбоу.

## Биография
Источниками основных сведений о биографии Ричарда Стронгбоу являются латинское произведение Гиральда Камбрийского «Завоевание Ирландии» (лат. Expugnatio Hibernica), написанное в 1180-х годах, и записанная на старофранцузском «Песнь о Дермоте и графе» (старофр. Chanson de Dermot et du comte), сохранившаяся в единственном экземпляре в манускрипте созданном между 1226 и 1230 годом. Гиральд описал Ричарда де Клера, как светловолосого веснушчатого человека с серыми глазами. Основными чертами характера этого лорда валлийский писатель считал хладнокровие и склонность к чёткому планированию и взвешенности всех решений.
Прозвище Стронгбоу (англ. Strongbow, «тугой лук») Ричард Фиц-Гилберт носил вслед за отцом. Известно, что одно из их основных владений — Стригойль, располагалось в сердце Гвента, издревле славившегося искусными лучниками. На личной печати его отца был изображён человек с длинной стрелой. На основании этого историки предполагают, что они заслужили прозвание за свои высокие навыки в обращении с длинным луком.
Ричард де Клер был сыном Гилберта Фиц-Гилберта, 1-го графа Пембрук и основателя младшей ветви Де Клеров, и Изабеллы де Бомон, дочери Роберта де Бомона, графа Лестера. По смерти отца в 1148 году Ричард унаследовал титулы и владения отца. Однако титул графа Пембрук не был подтверждён Генрихом II на его коронации в 1154 году, по причине активного участия младших Де Клеров в гражданской войне на стороне Стефана. Более того, король взял графство Пембрук в своё прямое управление, также нормандские владения Ричарда — Бьенфет и Орбек были изъяты сторонниками Генриха, когда тот брал под контроль северо-французское герцогство в 1153 году. Таким образом, основным оплотом Ричарда во владениях английского короля остались земли лордства марки Стригойль, расположенного в юго-восточном Уэльсе, в долине Аска, с одноимённым замком (современный Чепстоу).
С момента восшествия на трон Генриха II попавший в опалу Ричард испытывал и финансовые трудности — сохранились его закладные на часть земельных владений, кроме того он имел значительный долг перед неким ростовщиком Аароном из Линкольна. После смерти в 1164 году Уолтера Жиффара III, графа Бекингем, Стронгбоу предпринял попытку по праву матери претендовать на его наследство, однако король препятствовал этому, и, скорее всего, Ричард не получил территориальных или имущественных приобретений. В этой ситуации обращение с просьбой о помощи от короля Лейнстера Диармайта мак Мурхада (известного также в англизированном варианте — Дермот Мак-Мёрроу), прибывшего в Англию в изгнание, было для Ричарда Фиц-Гилберта спасительным.
Диармайт был изгнан из своих владений верховным королём Руайдри Уа Конхобайром, и высадился в Бристоле, откуда был переправлен к Генриху II в Аквитанию. Английский король был занят вопросами своих континентальных владений и выдал ирландцу грамоту, согласно которой Диармайт мог вербовать помощников для восстановления своих прав из числа подданных Генриха. Вернувшись на острова, король Лейнстера прибыл в Уэльс, в котором многие представители нормандской знати потеряли свои феоды после военных действий Риса ап Грифида, где заручился поддержкой Ричарда Стронгбоу. Согласно их договорённостям Ричарду была обещана рука дочери Диармайта — Евы, и возможность в обход ирландских законов наследовать власть в Лейнстере после смерти последнего. Основной проблемой в реализации их планов была позиция Генриха, который не хотел допустить усиления своего опального барона с приобретением владений в Ирландии. Пока Ричард пытался получить расположение своего сюзерена, Диармайт вернулся в августе 1167 года в Ирландию с небольшим отрядом нормандских рыцарей под руководством Ричарда Фиц-Годеберта. Ему удалось договориться с верховным королём о возвращении части Лейнстера. Тем временем, Ричард был допущен в 1168 году ко двору Генриха, и, по всей видимости, ему удалось получить согласие короля на брак с Евой Мак-Мёрроу, поскольку началась подготовка к более значительному вторжению.
1 мая 1169 года отряд из 30 рыцарей, 60 человек тяжёлой пехоты и 300 лучников высадился к югу от Уэксфорда. Его возглавляли Роберт Фиц-Стефан, сын Стефана, кастеляна Кардигана, и Нест верх Рис, и Морис де Прендергаст. При поддержке этого контингента Диармайт взял Уэксфорд и удерживал свои владения до прибытия следующих отрядов во главе с Морисом и Раймондом Фиц-Джеральдами, сыном и внуком Джеральда Виндзорского. Наконец, 23 августа 1170 года неподалёку от Уотерфорда высадился сам Ричард Стронгбоу со своей невестой и 1000 пехотинцев. Без задержки он объединился с силами Раймонда и атаковал этот город, который пал в результате штурма. Здесь же в кафедральном соборе прошло венчание Ричарда и Евы. Однако основной целью армии вторжения был Дублин. Верховный король собрал большую армию и приготовился прикрывать город с запада, однако, пока его войска ждали нормандцев на традиционном подходе к городу, Диармайт провёл своих союзников к Дублину с юга через горы Уиклоу, и в сентябре Ричард взял его штурмом. Таким образом, в результате непродолжительной компании Стронгбоу восстановил под рукой тестя весь Лейнстер. При поддержке нормандских войск Диармайт стал планировать компанию по завоеванию титула верховного короля, однако неожиданно умер 1 мая 1171 года, оставив Ричарда де Клера правителем королевства.
За столь быстро полученный титул Стронгбоу предстояла борьба, поскольку Руайдри Уа Конхобайр собрал всенародное ополчение и вновь подступил к Дублину с запада, при этом с востока город блокировал флот наёмников с Гебридских островов и Мэна, выступавших на стороне верховного короля. Наступление с моря началось до подхода основных сил Руайдри и было успешно отбито, предводитель наёмников погиб, верховный король вынужден был начать осаду. После двухмесячного сидения Руайдри предложил Стронгбоу признание его титула короля Лейнстера за ответное признание главенства верховного короля, однако Ричард ответил отказом. Морис Фиц-Джеральд и другие нормандские лейтенанты были готовы отмежеваться от Англии и основать новое нормандское королевство, однако более осторожный Ричард послал Генриху II свои вассальные заверения и предложение завоёванных ирландских земель, поскольку король в противовес усилению позиций участников похода обещал наложить санкции в виде изъятия их английских владений. В то же время, в середине сентября 1171 года авангард из 600 всадников во главе с Морисом совершил неожиданную ночную вылазку в лагерь ирландцев и рассеял войска Руайдри.
Генрих II прибыл в Ирландию 17 октября 1171 года с армией в 4000 человек и начал устанавливать английскую администрацию в завоёванных землях. Ричард признал власть короля в покорённой им и его соратниками части острова. Король принял в прямое управление Дублин, Уэксфорд, Уотерфорд и другие основные города побережья, за что для Стронгбоу было признано право на титул и привилегии лорда Лейнстера, а также на владения во внутренней части королевства, офицеры де Клера получили статус ирландских баронов под его рукой. При этом Генрих отказал Ричарду в восстановлении статуса графа Пембрука, и с этого времени Ричард носил титул графа Стригойля.
1173 год демонстрирует ослабление завоевательного порыва английских баронов, во всяком случае Генрих II позволяет себе срочно перевести двух лидеров своей экспансии в Ирландии — Ричарда де Клера и Гуго де Ласи, покорителя и лорда Мита, для ведения боевых действий против Элеоноры Аквитанской и королевских сыновей в Нормандии. Для Ричарда во многом эта компания была проверкой лояльности со стороны короля, и он проявил себя, когда сыграл ключевую роль при обороне замка Жизор, а также при возвращении Генриху Вернея. Таким образом, по возвращении в Ирландию Ричард Строгнбоу, доказав свою верность, стал доверенным лицом короля, так, например, он от имени Генриха жаловал Дублину городскую хартию и статус королевского города. За время отсутствия де Клера в Ирландии вспыхнуло восстание, которое было им подавлено в 1174 году, в ответ Ричард произвёл значительное перераспределение земельных наделов в пользу своих держателей. В 1175 году Стронгбоу принимал участие в подписании Виндзорского договора между Генрихом II и Руайдри Уа Конхобайром, согласно которому верховный король признал владения Генриха в Лейнстере, Мите и Уотерфорде и обязался выплатить значительную денежную сумму.
20 апреля 1176 года Ричард Стронгбоу скончался от заражения или инфекции через полученное ранение в ногу. Он был похоронен в кафедральном соборе Дублина, траурную церемонию над ним совершил архиепископ Дублина Лоуренс О’Тул. Своими деяниями Ричарду удалось заслужить благоволение своего сюзерена, и Генрих взял его имущество и владения под свою охрану до вступления в права наследников. Сын Ричарда — Гилберт умер в детстве, а дочь Изабелла вышла замуж за представителя меньшего рода — Уильяма Маршала. Для последнего, в том числе и в знак признания заслуг Стронгбоу, был восстановлен титул и владения графа Пембрук.

## Брак и дети
Ричард Фиц-Гилберт был женат (1168) на Еве Мак-Мёрроу (англ. Eve MacMurrough, в ирландском варианте Айфе ни Диармайт ирл. Aoife Ní Diarmait) (1145—1188), дочери Диармайта мак Мурхада (англ. Dermot MacMurrough, ирл. Diarmaid Mac Murchadha), короля Лейнстера. Их дети:
- Гилберт де Клер (1173—1185), формально граф Стригойль, наследник титулов и владений отца, однако он умер в детстве не вступив в права;
- Изабелла де Клер (ум. 1220), 4-я графиня Пембрук в своём праве, замужем за Уильямом Маршалом, графом Пембрук, после смерти отца и брата унаследовала их титулы и земли, передав их супругу, для которого был восстановлен титул графа Пембрука, с возвращением большей части владений младших Де Клеров, и который по праву супруги получил титул лорда Лейнстера. До получения мужем графского титула официально именовалась графиней Стригойля[11].

Бракосочетанию Ричарда Стронгбоу и дочери короля Лейнстера посвящено символическое полотно Дэниэла Маклиса «Свадьба Евы и Стронгбоу», на котором Ева изображает собой Ирландию, передаваемую её отцом англонормандскому мужу в ипостаси завоевателя.